# Sörtés vakond
A sörtés vakond (Parascalops breweri) az emlősök (Mammalia) osztályának Eulipotyphla rendjébe, ezen belül a vakondfélék (Talpidae) családjába tartozó faj.
Nemének az egyetlen faja.

## Neve
Ez az állat a tudományos fajnevét, azaz a breweri-t, Thomas Mayo Brewer amerikai természettudós tiszteletére kapta.

## Előfordulása
A sörtés vakond előfordulási területe Délkelet-Kanadának az Amerikai Egyesült Államokkal határos részén, valamint az USA keleti mentének nagy részén terül el.

## Megjelenése
Ez a vakondféle körülbelül 15 centiméter hosszú, ebből 3 centimétert a kis sörtés farok képez. Testtömege átlagosan 55 gramm. A mellső lábai szélesek és erősek, az ásáshoz alkalmazkodtak. A szemeit bőr és bunda fedi, nincsenek külső fülei. 44 foga van. A szőrtelen bőrrészei rózsaszínek, a kor előrehaladtával azonban kifehérednek. A sötétszürke bundáját szűrű szőrzet képezi; a hasi része világosabb. Az orrán és lábain érzékelő szőrök találhatók.

## Életmódja
Üreglakó állatként puha, azonban jó lefolyású talajokra van szüksége. Egyaránt megél a lombhullató erdőkben, a fenyőerdőkben, a parlagon hagyott területeken, de az utak mentén is. Mivel a föld alatt él, a nappalok és éjszakák váltakozása nemigen érinti, így a nappal vagy éjszaka akármelyik szakaszában vadászhat vagy pihenhet. Nyáron inkább a felső rétegekben ül, míg télen mélyebbre húzódik. Tápláléka rovarokból, azok lárváikból és főleg földigilisztákból tevődik össze. Ő maga pedig a rókáknak, baglyoknak és kígyóknak szolgál táplálékul. Magányos állat, amely elérheti a 3-4 éves kort is.

## Szaporodása
A sörtés vakond szaporodási időszaka kora tavasszal van. A nőstény mélyen a föld alatt 4-5 kölyöknek ad életet.

### Fordítás
- Ez a szócikk részben vagy egészben  a   Hairy-tailed mole című angol Wikipédia-szócikk ezen változatának fordításán alapul.  Az eredeti cikk szerkesztőit annak laptörténete sorolja fel. Ez a jelzés csupán a megfogalmazás eredetét és a szerzői jogokat jelzi, nem szolgál a cikkben szereplő információk forrásmegjelöléseként.